# Il miracolo di don Ciccillo
Il miracolo di don Ciccillo è una commedia teatrale in lingua napoletana scritta da Carlo Buccirosso.

## Sinossi
La vicenda è ambientata a Napoli. Il ristoratore in disgrazia Alberto Pisapia è perseguitato dalle tasse inevase e dalla suocera Clementina, funzionaria di Equitalia, che lui ritiene essere la responsabile di tutte le sue disgrazie (e che, per questa ragione, tenterà più volte di sopprimere), insieme al fratello commercialista e a un postino nano, latore delle cartelle esattoriali. A contorno della storia, agiscono anche gli altri personaggi: la moglie di Pisapia, ex cantante dalla splendida voce, depressa; i figli e una governante che offre camomilla a tutti e in ogni occasione. Completano i personaggi la figura di un medico, assistito da una giovane infermiera e soprattutto quella del curato don Ciccillo, figura marginale ma deus ex machina per risolvere l'intreccio.